# 巴鲁克旁

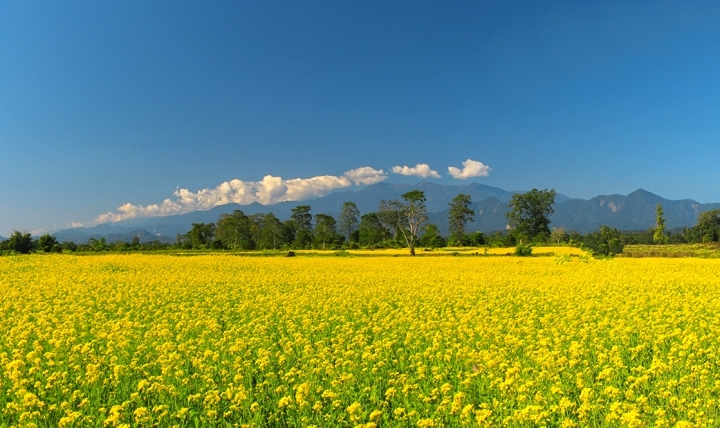
Salna Bari

巴鲁克旁是印度阿鲁纳恰尔邦（中国称藏南）西卡门县位于喜马拉雅山南麓的一个小镇。海拔213米。 距邦迪拉 100 km,距阿萨姆邦提斯普尔 52 km 。巴鲁克旁位于卡门河（鲍罗里河，也称章朗曲）之滨（右岸），坐标为27°00′38″N 92°38′46″E / 27.01056°N 92.64611°E，是巴鲁克旁社区的治所所在地。印度在此设有一个内线检查站（inner line check post），邦迪拉通往阿萨姆邦的道路从此经过。
历史上该地主要由阿卡部落（ Aka Tribe，自称“鲁苏”，Hruso）居住和管理，偶尔有不丹人、阿萨姆人侵入。阿豪姆人统治阿萨姆地区阿豪姆王国的时候，一般不干预阿卡部落的事务，除非报复。1873年，英国人规定巴鲁克旁及其周围地区为禁入区（off-limits）。
现在该地被印度列入旅游区，开展有垂钓、卡门河漂流等业务。
当地土著阿卡部落一年一度的节日--Nyethidow节每年的3月在巴鲁克旁的Thrizino举行。